# Aldi
Aldi (stilizovano kao ALDI) uobičajena je marka dva nemačka porodična diskontna lanca supermarketa sa preko 10.000 prodavnica u 20 zemalja i procenjenim kombinovanim prometom od više od 50 milijardi evra. Lanac su osnovala braća Karl i Teo Albreht 1946. godine, kada su preuzeli radnju svoje majke u Esenu. Posao je podeljen na dve odvojene grupe 1960. godine, koje su kasnije postale Aldi Nord sa sedištem u Esenu i Aldi SÜD sa sedištem u Milhajmu. Godine 1962. uveli su ime Aldi (slogovna skraćenica za Albreht Diskont), koje se izgovara  ( слушај). U Nemačkoj su Aldi Nord i Aldi Sid finansijski i pravno odvojeni od 1966. godine, iako imena obe divizije mogu da daju utisak kao da su jedno preduzeće sa određenim brendovima prodavnica ili u pregovorima sa kontraktorskim kompanijama. Zvanično poslovno ime je Aldi Ajnkauf GmbH & kompagni, oHG.
Aldijeve nemačke operacije sastoje se od 35 pojedinačnih regionalnih kompanija Aldi Norda sa oko 2.500 prodavnica u zapadnoj, severnoj i istočnoj Nemačkoj i 32 regionalne kompanije Aldi Sida sa 1.600 prodavnica u zapadnoj i južnoj Nemačkoj. Na međunarodnom nivou, Aldi Nord posluje u Danskoj, Francuskoj, zemljama Beneluksa, Portugalu, Španiji i Poljskoj, dok Aldi Sid posluje u Irskoj, Velikoj Britaniji, Mađarskoj, Švajcarskoj, Australiji, Kini, Italiji, Austriji i Sloveniji. Aldi Nord (kao Trejder Džos) i Aldi Sid (kao Aldi) takođe posluju u Sjedinjenim Državama sa oko 1.600 prodavnica prema podacima iz 2017. SAD su jedina zemlja u kojoj posluju obe Aldi kompanije izvan Nemačke.

## Istorija
Majka Karla i Tea Albrehta je otvorila malu prodavnicu u predgrađu Esena 1913. godine. Njihov otac je bio zaposlen kao rudar, a kasnije kao pomoćnik pekara. Karl Albreht je rođen 1920. godine, a Teo Albreht je rođen 1922. godine. Teo Albreht je kompletirao svoju obuku u majčinoj prodavnici, dok je Karl Albreht radio u delikatesnoj radnji.
Karl Albreht je preuzeo prehrambenu prodavnicu koju je ranije vodio F. V. Judt, a kasnije je služio u Nemačkoj vojsci tokom Drugog svetskog rata. Godine 1945, braća su preuzela majčin posao i ubrzo su otvorili još jedno maloprodajno mesto u blizini. Do 1950. godine braća Albreht su posedovala 13 prodavnica u Rurskoj dolini.
Ideja braće bila je da oduzmu zakonski maksimalni rabat od 3% pre prodaje. Tadašnji tržišni lideri, koji su često bili zadruge, zahtevali su od svojih kupaca da sakupljaju rabatne marke i da ih šalju u redovnim intervalima kako bi povratili novac. Braća Albreht takođe su rigorozno uklanjali robu koja se nije prodavala sa svojih polica, smanjivali troškove ne oglašavajući i ni prodajući sveže proizvode, i veličina njihovih maloprodajnih objekata je bila mala.
Braća su 1960. godine podelila kompaniju zbog spora oko toga da li treba da prodaju cigarete. Karl je verovao da će taj proizvod uvećati nivo krađe, dok se njegov brat nije slagao. U to vreme su zajednički posedovali 300 radnji sa novčanim protokom od 90 miliona DM godišnje. Godine 1962, uveli su ime Aldi - skraćeno od Albreht-Diskont. Aldi Nord i Aldi Sid su finansijski i pravno razdvojeni od 1966.
Pojedinačne grupe su prvobitno bile pod zajedničkim vlasništvom i upravom braće. Nakon smrti Teovog sina Bertolda, Aldi Nord nastavlja da kontroliše porodica Albreht preko svojih fondacija Markus, Lukas i Jakobus, koje zajedno drže 80,5% kapitala kompanije.
Aldi je počeo da se širi na međunarodnom nivou 1967. godine, kada je Aldi Sid stekao lanac prehrambenih proizvoda Hofer u Austriji; Aldi Nord je otvorio prve prodavnice u inostranstvu u Holandiji 1973. godine, a potom su usledile i druge zemlje. Godine 1976, Aldi je otvorio svoju prvu prodavnicu u Sjedinjenim Državama u Ajovi, a 1979. godine Aldi Nord je kupio kompaniju Trejder Džos. Nakon ponovnog ujedinjenja Nemačke i pada Gvozdene zavese, Aldi je doživeo brzu ekspanziju. Braća su se penzionisala kao izvršni direktori 1993; kontrola nad kompanijama prepuštena je privatnim porodičnim fondacijama, Sipman fondaciji (Aldi Sid) i Markus fondaciji (Aldi Nord, Trejder Džos).
Za braću Albreht bilo je poznato da su vrlo povučeni i da nisu učestvovali u javnom životu tokom nekoliko godina pre njihove smrti 2010. i 2014. godine, respektivno.

## Geografska distribucija
| Država                            | Ime                               | Aldi grupa                        | Početak poslovanja                | Prodajna mjesta |
| --------------------------------- | --------------------------------- | --------------------------------- | --------------------------------- | --------------- |
| Nemačka                           | Aldi                              | Nord                              | 1961                              | 2,298           |
| Nemačka                           | Aldi Süd                          | Süd                               | 1962                              | 1,886           |
| Australija                        | Aldi                              | Süd                               | 2001                              | 548             |
| Austrija                          | Hofer                             | Süd                               | 1968                              | 493             |
| Belgija                           | Aldi                              | Nord                              | 1973                              | 457             |
| Kina                              | Aldi                              | Süd                               | 2019                              | 6               |
| Danska                            | Aldi Marked                       | Nord                              | 1977                              | 182             |
| Francuska                         | Aldi Marš                         | Nord                              | 1988                              | 891             |
| Mađarska                          | Aldi                              | Süd                               | 2008                              | 136             |
| Irska                             | Aldi                              | Süd                               | 1999                              | 137             |
| Italija                           | Aldi                              | Süd                               | 2018                              | 93              |
| Luksemburg                        | Aldi                              | Nord                              | 1990                              | 15              |
| Holandija                         | Aldi                              | Nord                              | 1975                              | 512             |
| Poljska                           | Aldi                              | Nord                              | 2008                              | 132             |
| Portugalija                       | Aldi                              | Nord                              | 2006                              | 80              |
| Slovenija                         | Hofer                             | Süd                               | 2005                              | 93              |
| Španija                           | Aldi                              | Nord                              | 2002                              | 264             |
| Švajcarska                        | ALDI SUISSE AG                    | Süd                               | 2005                              | 193             |
| Ujedinjeno Kraljevstvo            | Aldi                              | Süd                               | 1990                              | 827             |
| Sjedinjene Države                 | Aldi                              | Süd                               | 1976                              | 1,992           |
| Sjedinjene Države                 | Trejder Džos                      | Nord                              | 1979                              | 474             |
| Totalni broj Aldi Nord prodavnica | Totalni broj Aldi Nord prodavnica | Totalni broj Aldi Nord prodavnica | Totalni broj Aldi Nord prodavnica | 5.293           |
| Totalni broj Aldi Süd prodavnica  | Totalni broj Aldi Süd prodavnica  | Totalni broj Aldi Süd prodavnica  | Totalni broj Aldi Süd prodavnica  | 5.943           |
| Kombinovani total Aldi prodavnica | Kombinovani total Aldi prodavnica | Kombinovani total Aldi prodavnica | Kombinovani total Aldi prodavnica | 11.234          |

## Napomene
1. ↑  Aldi purchased Iowa's Benner Tea chain and opened its first United States store at Burlington in 1976.[17]

## Spoljašnje veze
- Zvanični veb-sajt
- How a cheap, brutally efficient grocery chain is upending America's supermarkets – CNN
- "The long read - The Aldi effect: how one discount supermarket transformed the way Britain shops," – The Guardian
- „Aldi: Credit and Bank Cards now accepted”. Приступљено 14. 11. 2014.
- „ALDI Nord website”. Архивирано из оригинала 30. 03. 2017. г. Приступљено 8. 10. 2015.
- „ALDI Süd website”. Архивирано из оригинала 18. 10. 2015. г. Приступљено 8. 10. 2015.
- „Press release: Aldi to take credit cards” (PDF). Архивирано из оригинала (PDF) 18. 10. 2015. г. Приступљено 8. 10. 2015.